# Globocornus darwini
Globocornus darwini is een slakkensoort uit de familie van de Globocornidae. De wetenschappelijke naam van de soort is voor het eerst geldig gepubliceerd in 2010 door Espinosa & Ortea.